# 4-Nitroaniline
La 4-nitroaniline, ou 1-amino-4-nitrobenzène, est un composé chimique de formule C6H4NH2NO2. Il s'agit d'une poudre jaune orangé cristallisée quasiment inodore, combustible et très soluble dans l'eau, où elle est très toxique pour les organismes aquatiques. Elle intervient comme intermédiaire dans la synthèse de colorants, d'antioxydants, de composés pharmaceutiques, d'additifs pour carburants, et d'inhibiteurs de corrosion.
Sa synthèse à partir de l'aniline C6H5NH2 fait intervenir une substitution électrophile aromatique et nécessite d'éliminer la 2-nitroaniline également formée en petite quantité au cours de ces réactions, qui commencent par la condensation de l'aniline C6H5NH2 avec l'anhydride acétique CH3CO–O–COCH3 pour donner l'acétanilide C6H5NHCOCH3, lequel est ensuite nitré puis hydrolysé :

Synthèse (a) de la 2-Nitroaniline et (b) de la 4-nitroaniline.

Elle intervient par exemple dans la synthèse du rouge para, le premier colorant azoïque connu, c'est-à-dire qui contient le groupe azo C–N=N–C.

Synthèse du rouge para à partir de la 4-nitroaniline.